# 6 جمادى الأولى
- السبت
- الأحد
- الاثنين
- الثلاثاء
- الأربعاء
- الخميس
- الجمعة

- 302 نوفمبر 2024
- 13 نوفمبر 2024
- 24 نوفمبر 2024
- 35 نوفمبر 2024
- 46 نوفمبر 2024
- 57 نوفمبر 2024
- 68 نوفمبر 2024
- 79 نوفمبر 2024
- 810 نوفمبر 2024
- 911 نوفمبر 2024
- 1012 نوفمبر 2024
- 1113 نوفمبر 2024
- 1214 نوفمبر 2024
- 1315 نوفمبر 2024
- 1416 نوفمبر 2024
- 1517 نوفمبر 2024
- 1618 نوفمبر 2024
- 1719 نوفمبر 2024
- 1820 نوفمبر 2024
- 1921 نوفمبر 2024
- 2022 نوفمبر 2024
- 2123 نوفمبر 2024
- 2224 نوفمبر 2024
- 2325 نوفمبر 2024
- 2426 نوفمبر 2024
- 2527 نوفمبر 2024
- 2628 نوفمبر 2024
- 2729 نوفمبر 2024
- 2830 نوفمبر 2024
- 291 ديسمبر 2024
- 12 ديسمبر 2024
- 23 ديسمبر 2024
- 34 ديسمبر 2024
- 45 ديسمبر 2024
- 56 ديسمبر 2024

6 جُمادى الأولى أو يوم 6/ 5 (اليوم السادس من الشهر الخامس) هو اليوم الرابع والعُشرون بعد المئة (124) من أيَّام السنة (أو الخامس والعُشرون بعد المئة لو كان شهر ربيع الآخر مُتممًا لليوم الثلاثين، أو السادس والعُشرون بعد المئة لو أتم كل من صفر وربيع الآخر ثلاثين يومًا) وَفقَ التقويم الهجري القمري (العربي). يبقى بعده 230 أو 231 يومًا لانتهاء السنة.

## أحداث
- 322 هـ - تولية أبي العباس أحمد المقتدر بن الموفق طلحة بن المتوكل المعروف بـ"الراضي"، الخليفة العشرون في سلسلة خلفاء الدولة العباسية.
- 694 هـ - مقتل خاقان المغول الإلخانات كيخاتو بن أباقا، وتولي بايدو بن طرقاي الحكم وراءه.
- 951 هـ - ملوك أوروبا يعترفون بسيادة الدولة العثمانية على المجر بعد عشرين عاماً من الحروب منذ نجاح القوات العثمانية في فتحها وضمها إلى سيادتها.
- 982 هـ - العثمانيون يستولون على تونس من الأسبان بعد فتحهم لقلعة حلق الواد، وقد قتل في هذا الفتح 5 آلاف جندي أسباني وإيطالي وأسر 3 آلاف، وغنم العثمانيون 225 مدفعا، ثم قام العثمانيون بتفجير القلعة حتى لا يعود الأسبان إلى تونس مرة أخرى.
- 1083 هـ - القائد العثماني قبلان مصطفى باشا يفتح منطقة بودوليا، ويؤسس فيها إيالة «كامانيجة»، وكانت هذه المنطقة تابعة لبولونيا.
- 1293 هـ - عزل السلطان عبد العزيز خان ابن السلطان محمود الثاني، الخليفة الثاني والثلاثين في سلسلة خلفاء الدولة العثمانية.
- 1317 هـ - عودة الشاعر محمود سامي البارودي من منفاه في سرنديب، وقد كان رئيسا للوزارة التي عُرفت بوزارة الثورة قبل نفيه إلى سرنديب بعد فشل الثورة العرابية، وتوفي في القاهرة سنة 1322 هـ.
- 1327 هـ - القوات الفرنسية تحتل جنوب المغرب.
- 1346 هـ - انتخاب مصطفى كمال باشا رئيسا للجمهورية التركية لمدة أربع سنوات، وقد استهل فترة رئاسته الجديدة بإلغاء مادة في الدستور التركي تنص على أن الإسلام دين الدولة، جاعلًا الجمهورية التليدة دولة علمانية.
- 1356 هـ - التوقيع على معاهدة الحدود المشتركة بين العراق وإيران.
- 1370 هـ - السلطات الاستعمارية الفرنسية في تونس توقف جريدة «تونس» التي يصدرها زين العابدين السنوسي، للمرة الثانية.
- 1378 هـ - اندلاع ثورة الفريق إبراهيم عبود في السودان.
- 1403 هـ - وقوع مذبحة نيلي ضد المسلمين في ولاية أسام الهندية، قام بها رجال قبيلة لالونج.
- 1409 هـ - الولايات المتحدة توافق للمرة الأولى على إجراء مباحثات مباشرة مع منظمة التحرير الفلسطينية وذلك منذ اعتراف الأمم المتحدة بالمنظمة كممثل شرعي للشعب الفلسطيني ومنحها عضوية الأمم المتحدة بصفة مراقب.
- 1420 هـ - زلزال بقوة 7.4 على مقياس ريختر يضرب شمال تركيا ويخلف 17000 قتيل و 44000 جريح.
- 1425 هـ - إيران تقرر إطلاق سراح البحارة البريطانيين الذين دخلوا إلى المياه الإقليمية الإيرانية بدون إذن.
- 1426 هـ -
  - إعادة تعيين محمد البرادعي مديرًا لوكالة الطاقة الذرية التابعة للأمم المتحدة على الرغم من محاولات واشنطن لاستبعاده.
  - برلمان كردستان العراق ينتخب مسعود برزاني بالإجماع رئيسًا لإقليم كردستان العراق.
- 1442 هـ - فوز ممدوح السبيعي المعروف باسم «بيج رامي» بلقب مستر أولمبيا 2020، ليكون بذلك أول مصري وثاني عربي يفوز بالبطولة.
- 1446 هـ - اشتباكات بين مشجعين إسرائيليين ومناصرين لفلسطين نتيجة حرب غزة، في أمستردام، ما أدَّى لإصابة العشرات بجروح.

## مواليد
- 953 هـ - مراد الثالث، السلطان العثماني الثاني عشر.
- 1361 هـ - هالة حسني، ممثلة سورية.
- 1391 هـ - نوال الزغبي، مغنية لبنانية.
- 1393 هـ - أحمد مازن الشقيري، داعية إسلامي سعودي.
- 1405 هـ - عبد الله بوشهري، ممثل إيراني يعمل في الكويت.

## وفيات
- 694 هـ - كيخاتو بن أباقا، خان المغول الإلخانات.
- 937 هـ - ظهير الدين بابر، مؤسس سلطنة مغول الهند وسلطانها الأول.
- 968 هـ - أندريا دوريا، قائد بحري إسباني.
- 1191 هـ - أحمد بن المهدي الغزال، فقيه ودبلوماسي مغربي.
- 1311 هـ - علي باشا مبارك، وزير تعليم مصري.
- 1342 هـ - محمد حسن سميسم شاعر عراقي.
- 1388 هـ - الأخطل الصغير، شاعر لبناني.
- 1406 هـ - إبراهيم حمودة، ممثل ومغني مصري.
- 1413 هـ - محمد الشريف مستغانمي، أديب جزائري.
- 1417 هـ - عبد الله الجابر الصباح، وزير كويتي سابق والمستشار الخاص لأمير الكويت.
- 1421 هـ - سليمان الهويدي، شاعر كويتي.
- 1424 هـ - إبراهيم علي خريبط، نائب سابق في مجلس الأمة الكويتي.

## وصلات خارجية
- موقع قصة الإسلام: حدث في شهر جُمادى الأولى.